# Amalrich III. von Montfort
Amalrich III. von Montfort (französisch: Amaury; † 1137) war ab 1101 Herr von Montfort-l’Amaury sowie ab 1118 Graf von Évreux.

## Biografie
Er war der jüngste Sohn von Simon I. von Montfort und dessen dritter Frau Agnes von Évreux. Er folgte seinem Bruder Simon II. als Herr von Montfort. Seine Schwester war Bertrada von Montfort, die Ehefrau von Graf Fulko IV. von Anjou und König Philipp I. von Frankreich.
Amalrich von Montfort war ein unmittelbarer Vasall des Königs, der ihm einige Festungen an der Grenze der Domaine royal anvertraute, was ihn aber nicht hinderte, im Jahr 1098 dem englischen König Wilhelm II. die Burg Houdan zu übergeben, als sich dieser auf einem Feldzug im Vexin befand. Im Jahr 1108, nach dem Tod Philipps I., unterstützte er ohne Erfolg die Thronansprüche seines Neffen, des Sohnes seiner Schwester Bertrada, gegen neuen König Ludwig VI.
Seit dem Tod von Roger II. de Tosny († wohl 1091), dem Erben des Grafen Wilhelm von Évreux war Simon II. von Montfort  als Sohn von dessen Schwester Agnes der Erbe der Grafschaft. Amalrich hatte von ihm somit nicht nur Montfort, sondern auch den Anspruch auf Évreux geerbt, den er nach dem Tod Wilhelms auch einforderte. König Heinrich I. von England verweigerte ihm als Herzog der Normandie jedoch die Grafschaft und vereinigte sie (wieder) mit dem Herzogtum. Amalrich verbündete sich nun mit König Ludwig VI. von Frankreich, Graf Fulko V. von Anjou und mehreren normannischen Baronen, um sich sein Erbe mit Waffengewalt zu holen. Er eroberte Évreux im Oktober 1118. 1119 holte Heinrich sich die Stadt zurück und brannte sie nieder, konnte aber nicht die Zitadelle einnehmen, die von Amalrichs Männern gehalten wurde. Im Oktober 1119 ermöglichte ihnen das Konzil zu Reims eine Verständigung: Amalrich übergab die Zitadelle von Évreux und erhielt dafür von Heinrich die Grafschaft.
Die Beziehungen zwischen dem neuen Grafen von Évreux und dem König von England blieben nicht lange freundschaftlich. Zum einen erhoben die königlichen Beamten in der Grafschaft unüblich hohe Steuern, zum anderen brachte Amalrich seinen Neffen Fulko V. von Anjou dazu, seine Tochter Sibylle mit Wilhelm Clito, dem Sohn und Erben von Herzog Robert II. von Normandie zu verheiraten. Gleichzeitig verbündete er sich mit einigen unzufriedenen normannischen Baronen wie Walram IV. von Beaumont, Hugo III. von Montfort-sur-Risle und Wilhelm von Roumare. Der Aufstand brach 1123 los, führte aber im März 1124 zu einer Niederlage. Amalrich floh in die Île-de-France, unterwarf sich kurze Zeit später und konnte wieder seine Grafschaft in Besitz nehmen.
1126 erhob er sich erneut, diesmal in Unterstützung Ludwigs VI. von Frankreich, der wiederum Wilhelm Clito helfen wollte, zerstritt sich dann aber mit dem König.

## Nachkommen
Amalrich heiratete um 1115 in erster Ehe Richilde von Hennegau, Tochter des Grafen Balduin II., musste sich aber 1118 wegen Blutsverwandtschaft von ihr trennen. Im gleichen Jahr heiratete er Agnes von Garlande, Tochter von Anselm von Garlande, Herr von Rochefort-en-Yvelines und Gournay-sur-Marne. Ihre Kinder waren:
- Agnes († 1181), ⚭ 1141 Walram IV. von Beaumont, Graf von Meulan († 1166);
- Amalrich IV. († 1140), Graf von Évreux, Herr von Montfort;
- Simon III. († 1181), Graf von Évreux, Herr von Montfort.